# 荷蘭省級政治

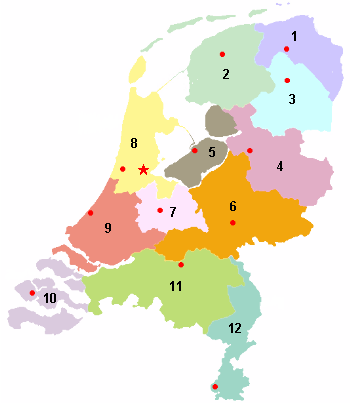
荷蘭本土的省份，省會用圓形表記，首都阿姆斯特丹用五角星表記

荷蘭省級政治是構成荷蘭政治的網絡之一，省份的地位僅次於中央政府，而省級政治由十二個省分主導。
省級單位的官員主要有三種來源：第一種是國王專員，第二種是省議會，第三種是省行政部門，他們共享立法權，女王專員以及行政部門的官員負責執行省政府的行政權，兩者與省政府的關係就是官方所稱做的二元政治，而相互分離的。

## 行政官員

### 國王（女王）專員
全稱為國王（女王）行政暨執行專員（荷蘭語：College van Commissaris van de Koning(in) en Gedeputeerde Staten）領導指派的官員以及省政府，而常來自於國家指派的官員之列，而選任的考量通常包含安全以及公共因素，專員通常有扮演象徵性的角色，以做為省政府的領導人，通常一屆任期有六年，職缺由荷蘭內政及王國關係部所任命，所有的專員必然是政黨的成員，然而他們的行事準則必須不帶政黨色彩。

### 省議會
省議會（荷蘭語：Provinciale Staten，簡稱PS）由人民選舉產生，其主要的角色在於落實政政府指派官的決策執行。
通常一屆任期有四年，通常政黨的成員會在省級選舉中扮演要角，每位人民在省級選舉有有選舉權以及被選舉權，內閣成員被禁止兼任女王專員以及省政府的官員，而省議會的議員數目是由省份轄區內的人口決定。
在選舉結束後政黨會開始派任行政部門的官員，然而目前有越來越多的官員採用選舉的形式產生，在參議院的新任期的第一天開始決定這些指派的人選。
省議會的組成主要來自於其所屬的市民單位領導，就向一般的立法部門，省議員並不能領取全職的薪俸，因為他們通常另有職業，省議員可能同時在政治團體以及相關領域之委員會工作。
另外在省政府開會的時候是由女王專員擔任議程主席。

### 行政部門
行政部門（荷蘭語：Gedeptueerde Staten，簡稱GS）是省的行政委員，並從中選出女王行政暨執行專員（College van Commissaris van de Koningin en Gedeputeerde Staten），行政部門的官員通常先由選舉產生，並且依照能力來分配職位，為省政府的政策計畫進行立法與執行的工作，指派的官員有傳達省政府各個面向政策之責任，指派官員的主要功能在於藉著合議找出最佳的決策以取得共識。

## 運作

### 影響力
荷蘭省級單位並沒有太多的影響力，其重要性介於荷蘭政治以及荷蘭都會政治之間，其負責的事務小於整個國家又大於都會地區，多數的影響力都展現在行政的功能上了，藉由執行政策來影響國家局勢，也有些事宜可和中央政府與都會政府共同發揮影響力：
- 土地管理：特別是區域劃分法；
- 運輸：區域基礎建設以及大眾運輸；
- 經濟與農業；
- 環境保育；
- 休閒、福利以及文化；
- 控制水利委員會城市的財政

### 財政
省級單位的財政來源主要來自中央，加上自身的稅收籌組成省基金，其經費可用在的範圍涵蓋整個省分，而支出也透明化，而整個省政府的預算必須中央核准，省政府也可以在特殊的地方發揮影響力，例如區域的大眾運輸，省政府也可自行徵收稅賦，通常都是附加稅（英文：opcent），在車輛徵收些許的稅捐就可以投入基礎建設，各省也有向徵收人民特殊的稅賦，例如環保基金，一些省份也會收集歐盟的结构基金和凝聚基金，最後直得一提的是省可以擁有儲蓄，進而轉為獲利。

### 公務員
在十二個省份中都有自己的公務員，加起來約有一萬四千人(2003年數據)，通常由省府秘書來領導公務員。